# 10 000 złotych 1991 200. rocznica konstytucji 3 maja
10 000 złotych 1991 Dwusetna rocznica konstytucji 3 maja – okolicznościowa moneta o nominale dziesięć tysięcy złotych, wprowadzona do obiegu 2 maja 1991 r. zarządzeniem z 5 kwietnia 1991 r. (M.P. z 1991 r. nr 15, poz. 101), wycofana z dniem denominacji z 1 stycznia 1995 r., rozporządzeniem prezesa Narodowego Banku Polskiego z dnia 18 listopada 1994 r. (M.P. z 1994 r. nr 61, poz. 541).
Moneta została wybita w celu upamiętnienia 200. rocznicy konstytucji 3 maja 1791 roku.

## Awers
W centralnym punkcie umieszczono godło – orła w koronie, po bokach orła rok „1991”, dookoła napis „RZECZPOSPOLITA POLSKA”, na dole napis „ZŁ 10000 ZŁ”, pod łapą orła znak mennicy w Warszawie.

## Rewers
Na tej stronie monety znajduje się mały orzełek w koronie, poniżej napis „Ustawa Rządowa 3 Maja 1791”, pod nim monogram, całość otoczona perełkami, a wokół napis „200 ROCZNICA KONSTYTUCJI 3 MAJA”.

## Nakład
Monetę bito w Mennicy Państwowej, w żelazoniklu (FeNi), na krążku o średnicy 29,5 mm, masie 9,47 grama, z rantem ząbkowanym, w nakładzie 2 604 601 sztuk, według projektów:
- Stanisławy Wątróbskiej-Frindt (awers) oraz
- Ewy Tyc-Karpińskiej (rewers).

## Opis
Jest jedyną monetą obiegową z okolicznościowym wizerunkiem wybitą w 1991 r.

## Powiązane
Z tej samej okazji Narodowy Bank Polski wyemitował, w tym samym roku, monetę kolekcjonerską w srebrze Ag999, o nominale 200 000 złotych, średnicy 40 mm, masie 38,9 grama, z rantem gładkim.

## Wersje próbne
Istnieje wersja tej monety należąca do serii próbnej w niklu, wybita w nakładzie 500 sztuk.